# Klein Daguthelen
Klein Daguthelen, 1938 bis 1945: Dorotheendorf (Ostpr.), litauisch Mažieji Dagutėliai, ist ein verlassener Ort im Rajon Krasnosnamensk der russischen Oblast Kaliningrad.
Die Ortsstelle befindet sich zweieinhalb Kilometer westlich von Tretjakowo (Sodargen) an dem kleinen Fluss Brodowka (dt. Breduppe).

## Geschichte

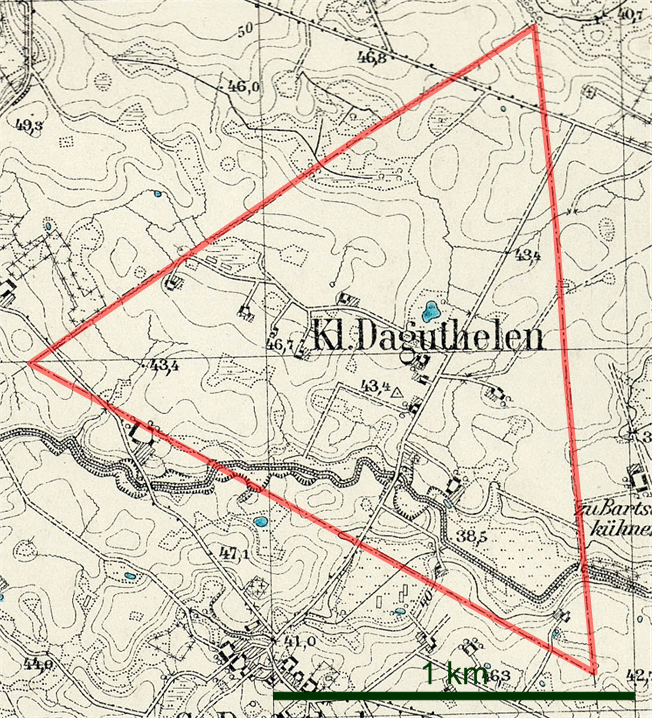
Die Landgemeinde Klein Daguthelen auf einem Messtischblatt von 1931

Klein Daguthelen, auch Dorotheenthal genannt, war um 1780 ein Erbfreidorf. 1874 wurde die Landgemeinde Klein Daguthelen in den neu gebildeten Amtsbezirk Warningken im Kreis Pillkallen eingegliedert. 1938 wurde Klein Daguthelen in Dorotheendorf (Ostpr.) umbenannt. 1945 kam der Ort in Folge des Zweiten Weltkrieges mit dem nördlichen Ostpreußen zur Sowjetunion. Einen russischen Namen erhielt er nicht mehr.

### Einwohnerentwicklung
| Jahr | Einwohner |
| ---- | --------- |
| 1867 | 74        |
| 1871 | 74        |
| 1885 | 77        |
| 1905 | 85        |
| 1910 | 76        |
| 1933 | 60        |
| 1939 | 50        |

## Kirche
Kleib Daguthelen gehörte zunächst zum evangelischen Kirchspiel Willuhnen und seit der Errichtung der dortigen Kirche 1895 dann zum evangelischen Kirchspiel Groß Warningken.